# Іон-Крянге
Іон-Крянге (рум. Ion Creangă) — село у повіті Нямц в Румунії. Адміністративний центр комуни Іон-Крянге.
Село розташоване на відстані 279 км на північ від Бухареста, 47 км на схід від П'ятра-Нямца, 55 км на південний захід від Ясс.

## Населення
За даними перепису населення 2002 року у селі проживали 2523 особи, усі — румуни. Усі жителі села рідною мовою назвали румунську.